# Zoumolampis
Zoumolampis is een geslacht van rechtvleugeligen uit de familie Romaleidae. De wetenschappelijke naam van dit geslacht is voor het eerst geldig gepubliceerd in 1978 door Descamps.

## Soorten
Het geslacht Zoumolampis  is monotypisch en omvat slechts de volgende soort:
- Zoumolampis bradleyi (Rehn, 1929)